# オカブ作戦
オカブ作戦（オカブさくせん、英語: Eagle、ドイツ語: Adler）とは、ターリバーンをクンドゥーズ州から排除するために、2009年7月に国際治安支援部隊（ISAF）やアフガニスタン国陸軍によって行われた作戦である。

## 背景事情
ドイツではアフガニスタン紛争に巻き込まれる事に対して、議論が続いていた。2009年4月7日のアンゲラ・メルケル首相の訪問の後、ターリバーンやイスラム聖戦連合（IJU）はアフガニスタン北部のドイツ軍に対する攻撃を数ヶ月間続けて、ドイツ軍を撤退させようとした。
ターリバーンの攻勢に対して、ISAFやアフガニスタン国陸軍は2009年のアフガニスタン大統領選挙の前にクンドゥーズ州の統制や治安を強化すること、2009年のドイツ連邦議会選挙の前にドイツ軍への軍事的な圧力を軽減すること、ウズベキスタンからアフガニスタンへの自由な通行を確保しISAFの兵站をウズベキスタン経由に変更すること、再建計画に集中することなどを目標として攻撃を開始した。
攻撃を担当するアフガニスタンの治安部隊は800人の兵士と100人の警官を州内に配置し、ドイツ連邦軍は緊急対応部隊（QRF）を担当し、マルダー歩兵戦闘車やフクス装甲兵員輸送車、ディンゴ (装甲車)、迫撃砲を用意した。アメリカ空軍（USAF）はRQ-1 プレデターやA-10 (航空機)を用意して、近接航空支援を行った。

## 作戦
7月19日朝、ターリバーン陣地への最初の攻撃が始まった。ドイツ軍はマルダー歩兵戦闘車や迫撃砲でターリバーンを攻撃した。翌日マザーリ・シャリーフのマーマル駐屯地がロケット砲の攻撃を受けたが、アメリカ空軍が反撃し5人のターリバーンを殺害した。アフガニスタン国軍は7月23日に州内を掌握したと発表したが、翌日にはドイツ軍のパトロール隊が攻撃を受け、装甲車1台が損傷した。7月31日、ドイツ軍はイマーム・サーヒブ郡のターリバーン指導者のカーリ・アブドゥル・ワドウドを逮捕した。しかし翌日ターリバーンの部隊が州南部のチャール・ダラ郡一帯を再占領したと言う。

## その後
オカブ作戦は第二次世界大戦とドイツ連邦軍創設以来の最初の陸上攻撃作戦だった。緊急対応部隊の指揮官ハンス・クリストフ・グローマンは「1945年以来、歩兵中隊を率いて戦った最初の中尉」の1人として報じられた。